# 封鎖

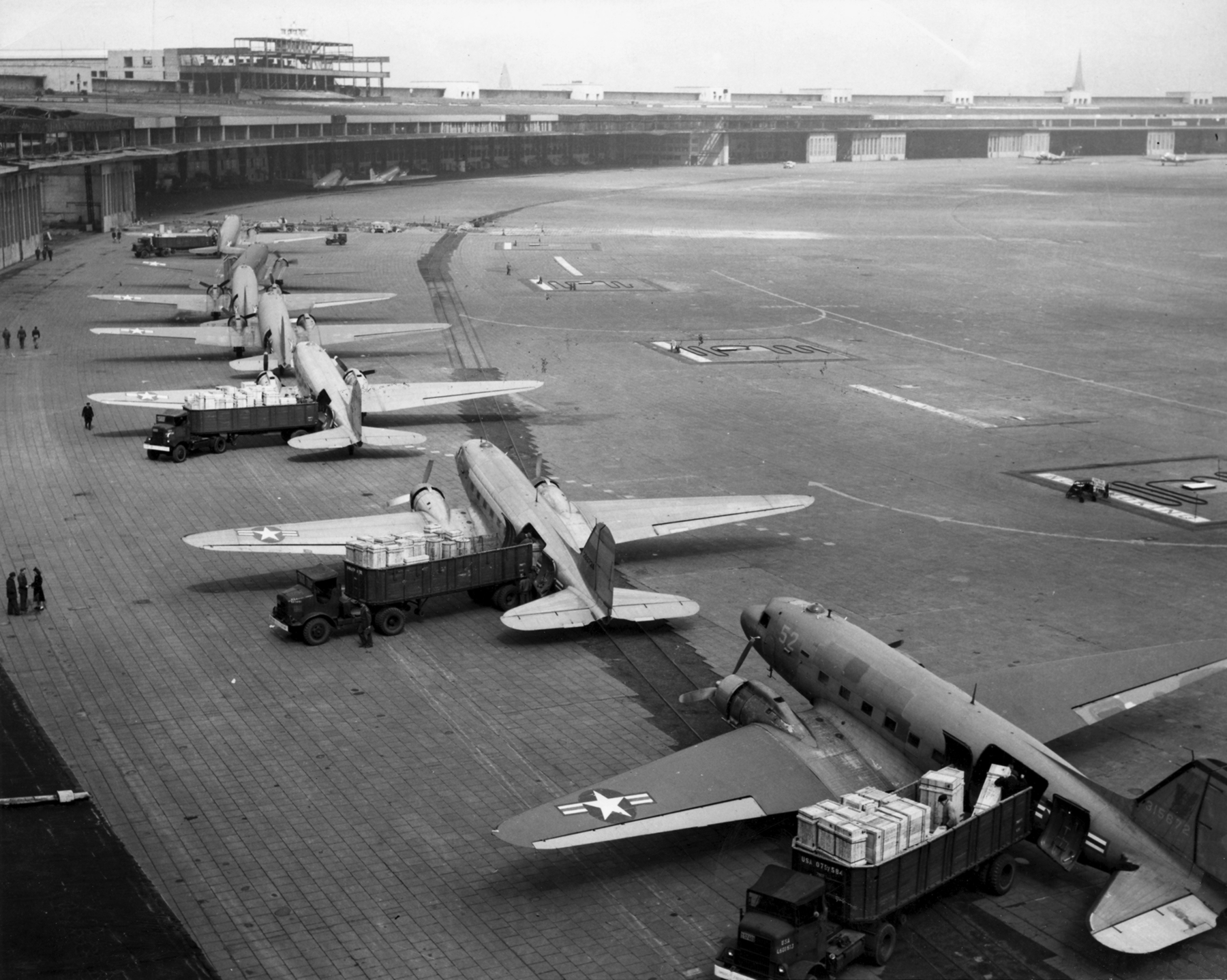
柏林封鎖時的美國空軍。

封鎖（英語：Blockade，BLOC），或譯為阻絕、軍事封鎖等。為國際法及武裝衝突法概念。
後被轉用於軍事，現代也用於資訊安全等其他方面。
封鎖的目的，在以運用各種軍事手段圍困敵國的交通、運輸與補給，以切斷其經濟，消滅敵人的意志。在過去，被視為是攻城戰的其中一種方式；現在除了陸上和海上封鎖外，空中封鎖、通信封鎖（如切斷海底網路電纜）也是封鎖手段之一。
軍事封鎖不一定具有國際法效力，如中國抗日戰爭時大日本帝國對中華民國的封鎖，但禁運和經濟制裁則具備。

## 軍語簡釋
1. 《國軍軍語釋要》中解釋為：「一、配備兵力控制要隘，遮斷或關閉敵方向我之通道，以防敵向我之攻擊襲擾。二、為作戰手段之一。如交戰國為戰略或政略經略上之目的，以武力控制敵國海岸之全部或一部。」[4][5]
2. 《中國人民解放軍軍語》解釋為：「以兵力、火力和障碍物控制某一地区或地点，不让敌人通过，切断其内外联系的作战行动。有地面封锁，海上封锁、空中封锁等。」[6]

## 封鎖制度的分類

### 以效力區分
- 紙上封鎖（paper blockade），或譯為擬制封鎖、寬鬆封鎖等。即一種外交宣示，宣告某地已成為本國封鎖的禁地，但不真正的派遣海軍實行封鎖，西元17世紀至19世紀的封鎖多屬此類，但此種封鎖對交戰國和持中立立場國均會造成困擾，1805年的特拉法加海戰是其中著名例子之一。
- 和平封鎖（Pacific blockade），或譯為平時封鎖，指一國或多國在非戰時對他國的港口派遣軍事力量進行實質封鎖，禁止其船隻進出，以迫使被封鎖國進行談判或回應。1827年的納瓦里諾海戰即是最早的和平封鎖，但真正意義上的無戰事和平封鎖，是在1837年，英國對新格拉納達共和國的封鎖，其迫使了該國釋放了英國領事。

### 以法理區分
封鎖制度之法理，在第一次世界大戰前後逐漸成形。因為紙上封鎖而衍生的爭議，故當時各參戰國，皆參與了相關規定的修訂。
- 近距離封鎖（close blockade）：或譯近接封鎖，即接近原則。出自於1856年的《巴黎宣言（英语：Paris Declaration Respecting Maritime Law）》的第4條規定：「有效並具約束力的封鎖，必須有防止他人接近敵國海岸的兵力。」[8]；1909年的《倫敦宣言》中更進一步規定，「封鎖必須有實際效果，其實際效果由事實決定，反之為非法封鎖。」[9]。此種封鎖在二戰以前較為有效，之後因為潛艦、水雷、魚雷快艇、飛機、岸上火炮的發展，實施上變的相當困難，除非被封鎖國軍事實力相當差。
- 遠距離封鎖（long－distance blockad）：由封鎖國派遣艦隊，部署在距離被封鎖國周圍數百海浬的海上交通要道，封鎖範圍內的任何船隻不經封鎖國允許，不得擅自出入，否則將予以擊沉。1915年英國對德國的封鎖，引致了1916年的日德蘭海戰，為遠距離封鎖在實戰上的首例。但由於封鎖範圍太大，也引起了其盟國與中立國的不滿，因而國際法學者認為遠距離封鎖違反了封鎖制度的「接近原則」與「有效原則」，並且侵犯了中立國的貿易權益。

### 以封鎖方式區分
- 空中封鎖（air blockade）：即以空軍力量，積極的進行戰鬥行動，封鎖並孤立或限制敵方的手段，主要以機場或交通樞紐為主。
- 海上封鎖（sea blockade）：即狹義的海上軍事封鎖，屬於國際法中的《海戰法》（The Law of Naval Warfare）第632條a款規定之交戰行為。[10]

### 以封鎖目的區分
- 戰略封鎖（strategic blockade）：指封鎖國因為作戰計畫之需要，封鎖敵國陸上部隊之海上補給，並進行對敵岸上部隊的軍事行動，以阻絕敵方利用各種方式進行補給，屬於國際法中的合法戰爭權（War Power）。
- 商業封鎖（commercial blockade）：同上，但區別在於封鎖國並不對敵國岸上部隊進行軍事行動，如水雷封鎖。但此種封鎖對於中立國的商業利益會造成損害，故在海牙和平會議時，英國政府曾提議禁止使用水雷封鎖。

### 以實施方向區分
- 對內封鎖（blockade inwards）：對一國內部的交通（如港口或機場）進行封鎖，斷絕其部隊補給。
- 對外封鎖（blockade outwards）：即禁止被封鎖國任何船隻或航空器駛出。歷史上只有少數情況會僅採取其中之一，多為同時採取內外封鎖，如1854年的克里米亚战争，英法聯軍僅封鎖了多瑙河。

## 歷史上的軍事封鎖

### 古代史時期
- 第一次伯羅奔尼撒戰爭（英语：First Peloponnesian War）：西元前458-457年間，古雅典封鎖了埃伊納島的萨罗尼科斯湾。
- 伊哥斯波塔米戰役：伯羅奔尼撒戰爭的一部分。斯巴達海軍偷襲雅典海軍，並封鎖了港口，迫使其投降。
- 亞克興角戰役：西元前31年。

### 中世紀時期
- 巴里包圍（英语：Siege of Bari）：西元1068-1071年，拜占庭-諾曼戰爭的一部分。
- 拉姆拉戰役（英语：Battle_of_Ramla_(1102)）：西元1102年，十字軍東征的一部分。
- 西元1104年，十字軍東征期間，封鎖了黎巴嫩海岸。
- Cadsand戰役（英语：Battle of Cadsand）：西元1337年，百年戰爭的原因之一。
- 基奧賈戰爭：西元1379-1380年間。
- 西元1394年-1402年間，巴耶塞特一世對君士坦丁堡的包圍與封鎖。

### 近代史時期
- 安特卫普陷落（英语：Fall of Antwerp）：1584-1585年，八十年戰爭的一部分。
- 萬丹戰役（英语：Battle of Bantam）：1601年，荷蘭-葡萄牙戰爭（英语：Dutch–Portuguese War）的一部分。
- 第一次英荷戰爭：1653年，英吉利共和國封鎖了荷蘭海岸，迫使荷蘭投降。
- 克里特战争：1656-1657年間，對達達尼爾海峽的封鎖。
- 1775年至1783年間，美國獨立戰爭時，大英帝國對北美十三州殖民地東海岸的封鎖。
- 第二次俄瑞戰爭（英语：Russo-Swedish War (1788–90)）：俄瑞戰爭（Russo-Swedish Wars）的一部分。
- 法国大革命战争：1792-1802年。
- 拿破崙戰爭：1803-1814年間進行了封鎖。
- 1812年战争：1812-1814年間進行了封鎖。

### 現代史時期
- 第一次石勒蘇益格戰爭：1848-1851年。
- 克里米亚战争：1854-1856年。
- 聯邦封鎖與蟒蛇計劃（Anaconda Plan）：詳見南北战争。
- 甲午战争：1894-1895年。
- 1897年，大國宣布封鎖君士坦丁堡，詳見乔治一世 (希腊)。[11]
- 1898年，美國海軍封鎖古巴港口，詳見美西战争。
- 1902-1903年：委內瑞拉危機 (1902年-1903年)（英语：Venezuela Crisis of 1902–03）。
- 第一次世界大战：1914-1919年。
- 西班牙内战：1936-1937年。
- 中国抗日战争：1937-1941年間的封鎖。
- 大西洋海戰 (1939年－1945年)
- 列寧格勒圍城戰：1941-1944年。
- 柏林封鎖：1948-1949年。
- 關閉政策：1949-1979年（法理上结束），中華民國政府关闭中国领海的政策，实际上演变對中華人民共和國东南沿海的封鎖政策。後因中华人民共和国国力增强和國際形勢轉變為傾向承認中華人民共和國，漸對中華民國不利，最終取消[12]。受此影响，中华人民共和国直到1968年才打通南北航线，1974年中国人民解放军海军舰队首航台湾海峡，1979年民用货船台湾海峡复航，1983年客轮台湾海峡首航。
- 第二次中东战争：1956年。
- 古巴导弹危机：1962年。
- 第三次中东战争：1967年。
- 越戰：1965-1975年間的幾場作戰計畫，如海龍行動（英语：Operation Sea Dragon (Vietnam War)）、海王行動、戰領作戰行動（英语：Operation Game Warden）等。
- 孟加拉国解放战争：1971年。
- 巴德爾行動（英语：Operation Badr (1973)）：贖罪日戰爭的一部分。
- 1975-1990年：黎巴嫩內戰期間，以色列對黎巴嫩海岸的封鎖。
- 福克蘭戰爭：1982年。
- 第五次中东战争：1982年。
- 纳戈尔诺-卡拉巴赫战争：1988年起封鎖至今。
- 伊拉克禁飛區：1991-2003年。
- 克羅埃西亞戰爭：1991-1992年間的封鎖。
- 犀利護衛行動（英语：Operation Sharp Guard）：1993-1996年。
- 台灣海峽飛彈危機：1996年。
- 加薩走廊封鎖（英语：Blockade of the Gaza Strip）：從2000年阿克萨群众起义到現在。
- 2006年以黎衝突
- 查謨和克什米爾封鎖：2019–2021年。

## 相關術語
- 佈雷封鎖（blockade by mine）：如飢餓行動。
- 岸砲封鎖（blockade by coastal artillery fire）：如金門砲戰。
- 封鎖用沈船（blockship）：故意將船艦擊沉，以堵塞航道的封鎖法，最早可以追溯到第二次英荷戰爭（Second Anglo-Dutch War）時的荷蘭；其後日俄戰爭時的日本用於旅順港，與中國抗日戰爭時的江陰沉船。
- 資訊封鎖（information blockade）
- 潛艦封鎖（submarine blockade）：狼群戰術、無限制潛艇戰